# 1950 у літературі

## Нагороди
- Нобелівську премію з літератури отримав Бертран Расселл

## Померли
- 21 січня — Джордж Орвелл, англійський письменник.
- 11 квітня — Франце Кідрич — словенський історик літератури, літературознавець.
- 26 травня — Сіґюрйоун Фрідйоунссон, ісландський поет, письменник.
- 25 жовтня — Лі Квансу, корейський письменник, поет.

## Нові книжки
- Айзек Азімов — «Я, робот»
- Рей Бредбері — «Марсіанські хроніки»
- Форд Медокс Форд — «Кінець параду» (перше видання тетралогії під такою назвою)